# Peștera

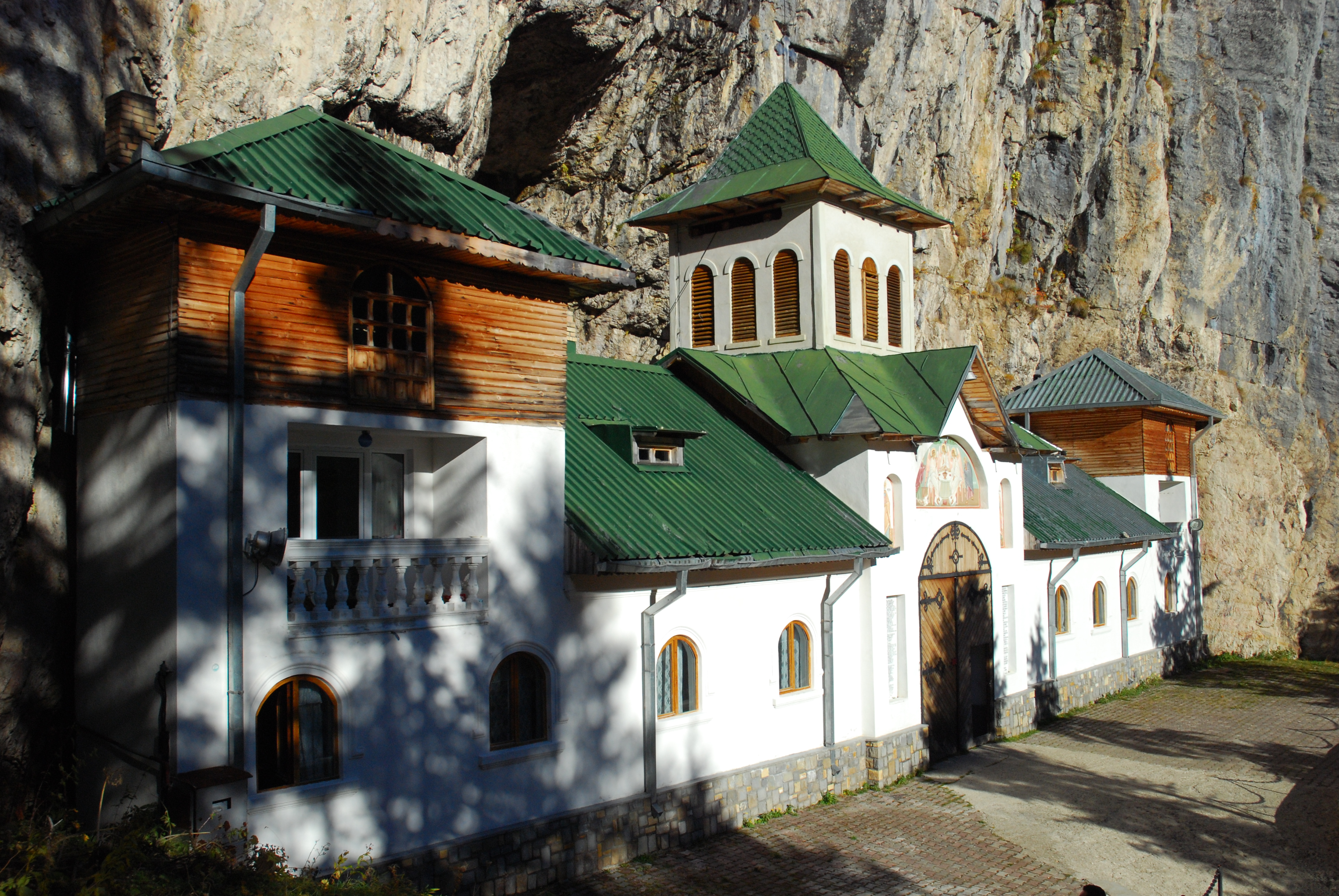
Il Monastero di Pestera

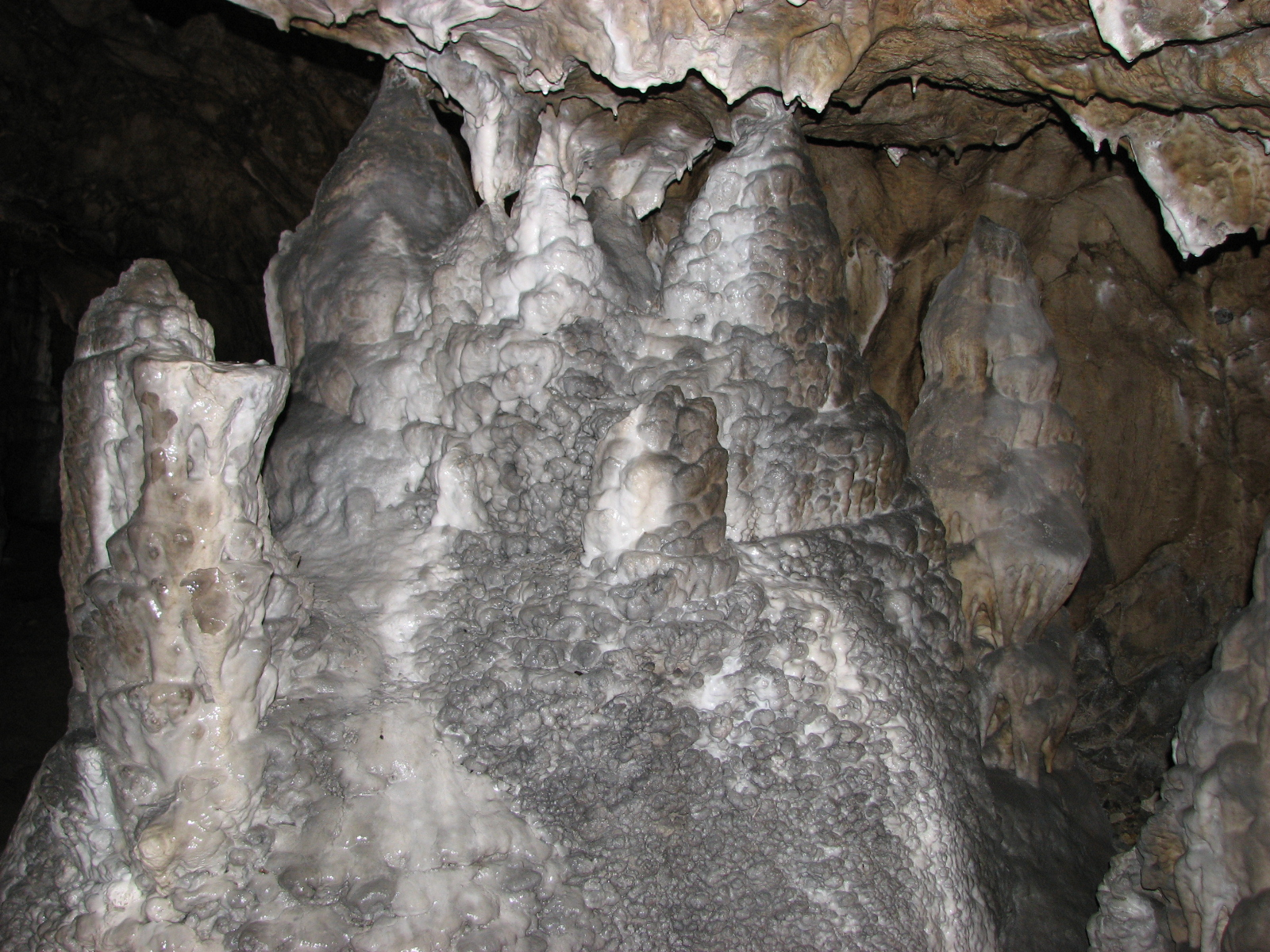
Grotte di Pestera

Peștera è un comune della Romania di 3 436 abitanti, ubicato nel distretto di Costanza, nella regione storica della Dobrugia.
Il comune è formato dall'unione di 5 villaggi: Ivrinezu Mare, Ivrinezu Mic, Izvoru Mare, Peștera, Veteranu.